# Celmisia insignis
Celmisia insignis là một loài thực vật có hoa trong họ Cúc. Loài này được W.Martin mô tả khoa học đầu tiên năm 1935.